# Yōko Morishita
Pour les articles homonymes, voir Morishita.
Yōko Morishita (森下 洋子, Morishita Yōko, née à Hiroshima le 7 décembre 1948), est une danseuse japonaise de la compagnie de ballets Matsuyama. Elle a représenté le Japon comme première danseuse.

## Biographie
(décembre 2014).
- Commence le ballet à l'âge de trois ans.
- S'installe à Tokyo pour commencer la vie de ballet en 1963 quand elle a 12 ans.
- Étudie le ballet en Amérique en 1969.
- Intègre la compagnie de ballet Matsuyama en 1971
- Remporte la médaille d'or du concours international Varna de ballet en 1974.
- Est lauréate du prix de l'Académie japonaise des arts en 1975 et 1977.
- Se produit pour le 25e anniversaire de la Reine Elizabeth en 1977.
- Danse au Palais Garnier comme 1re ballerine japonaise en 1981.
- Danse avec Rudolf Nureyev à partir de 1983.
- Participe à des concours internationaux de ballet en tant que juge.
- Remporte le prix de l'Académie japonaise des arts en 1985.
- Remporte le 10e Laurence Olivier Awards en 1985.
- Désignée personne de mérite culturel en 1997.
- Remporte le prix d'honneur de la préfecture de Hiroshima en 2000.
- À la tête de la compagnie de ballet Matsuyama à partir de 2001.
- Membre de l'Académie japonaise des arts depuis 2002.
- Récompensée du Praemium Imperiale le 23 octobre 2012.